# Ophioceres marginata
Ophioceres marginata is een slangster uit de familie Ophiolepididae.
De wetenschappelijke naam van de soort werd in 1953 gepubliceerd door Howard Barraclough Fell.